# Río Espino
Der Río Espino ist ein 40 km langer linker Nebenfluss des Río Huallaga in der Provinz Tocache der Region San Martín im zentralen Norden Perus.

## Flusslauf
Der Río Espino entspringt am Ostrand der peruanischen Zentralkordillere auf einer Höhe von etwa 1850 m im äußersten Süden des Distrikts Tocache. Er fließt anfangs knapp 5 km nach Norden und wendet sich anschließend allmählich nach Norden. Bei Flusskilometer 21 erreicht er das breite, flache Flusstal des Río Huallaga. Dieses durchfließt der Río Espino in nordöstlicher Richtung. Er durchquert dabei eine riesige Ölpalmenplantage der Firma Palmas del Espino S.A. Der Río Espino weist auf diesem unteren Flussabschnitt ein stark mäandrierendes Verhalten mit zahlreichen engen Flussschlingen und Altarmen auf. Bei Flusskilometer 11 trifft der Río Tomas, der bedeutendste Nebenfluss, von Süden kommend auf den Río Espino. Dieser erreicht schließlich knapp 10 km südlich der Provinzhauptstadt Tocache auf einer Höhe von etwa 485 m den Río Huallaga.

## Einzugsgebiet
Der Río Espino entwässert ein Areal von etwa 217 km². Das Einzugsgebiet liegt vollständig im Distrikt Tocache. Es reicht im Südosten bis auf einen Kilometer an die Stadt Uchiza heran. Im Westen grenzt das Einzugsgebiet des Espino an das des Río Tocache, im Süden an das Río Chontayacu, im Osten an das Río Porongo. Letzterer mündet etwa 200 km oberhalb des Río Espino in den Río Huallaga.